# Paul Neugebauer
Paul Neugebauer (* 22. September 1848 in Breslau; † 8. Dezember 1918 ebenda) war ein deutscher Pädagoge und Astronom.
Paul Neugebauer war Sohn des Buchdruckers Carl Neugebauer und seiner Ehefrau Ottilie (geb. Floeckner). Er schloss das katholische St. Matthias-Gymnasium in Breslau 1869 mit dem Reifezeugnis ab und studierte anschließend an der Universität Breslau Mathematik und Astronomie. Hier hörte er die Vorlesungen von Hr. Johann Gottfried Galle, Hr. Schroeter, Hr. Paul Bachmann, Hr. Oskar Emil Meyer, Hr. Jacob Rosanes, Hr. Loewig, Hr. Cohen, Hr. Grube, Hr. Dilthey. 1872 wurde er Assistent an der Breslauer Sternwarte, 1874 promovierte er mit einer Arbeit über den Kometen von 1684. Im Jahre 1876 trat Neugebauer nach dem Oberlehrerexamen in den Schuldienst ein, so dass er die Astronomie nicht als Hauptberuf verfolgen konnte. Sein Förderer Galle vermittelte ihm allerdings die Bekanntschaft mit Robert Luther in Düsseldorf, der Neugebauer die mathematische Bearbeitung seiner zahlreichen neu entdeckten Kleinplaneten überließ. 1885 ergab sich dadurch auch ein Kontakt mit dem Astronomischen Rechen-Institut in Berlin.
Über mehr als dreißig Jahre hinweg war Neugebauer in seiner Freizeit für das Rechen-Institut tätig, indem er vor allem Kleinplaneten-Ephemeriden für das Berliner Astronomische Jahrbuch berechnete und so das Rechen-Institut erheblich entlastete. Besonders umfangreiche Rechnungen erforderte auch die Bestimmung der Störungen des Brooksschen Kometen (1889 V).
Einer der beiden Söhne Paul Neugebauers, Paul Viktor Neugebauer, wählte die Astronomie zum Beruf und arbeitete ab 1901 am Rechen-Institut.

## Werke (Auswahl)
- Ueber den Cometen des Jahres 1684. Breslau 1874 (Phil. Diss. v. 21. Apr. 1874)
- Vorausberechnung der Erscheinung 1903/04 des periodischen Kometen 1889 V, 1896 VI (Brooks). Veröff. ARI, Bd. 20, S. 47–60. (online)